# コンスタンティネ2世 (カルトリ王)
コンスタンティネ2世（グルジア語: კონსტანტინე  II、グルジア語ラテン翻字: Konstantine II、1447年頃 – 1505年）は、バグラティオニ朝の第23代王である。1478年に戴冠し、1505年に在位中のまま崩御した。統一ジョージア王国の最後の王であった。統一ジョージア王国の治世中、統一ジョージア王国はすでに崩壊状態にあったが、1490年にコンスタンティネ2世がイメレティ王国（ジョージア西部）とカヘティ王国（ジョージア東部）の独立を認めたことで、統一ジョージア王国は正式に分裂した（ジョージア王国の崩壊）。コンスタンティネ2世の権力はカルトリ地方（ジョージア中東部）のみに限定された（カルトリ王国）。1505年に崩ずると、第一王子であるダヴィト10世が跡を継いだ。

## 生涯

コンスタンティネ2世による勅許状

コンスタンティネ2世は1447年に誕生。父親はジョージア王アレクサンドレ1世の第二王子ディミトリ、母親はイメレティ公デメトレ1世の公女グルシャリであった。1465年、ジョージア南部の公国サムツヘのクヴァルクヴァレ2世公が反乱を起こした。コンスタンティネ2世は叔父ギオルギ8世とともに拘束されたものの、コンスタンティネ2世は捕囚から逃れることに成功した。コンスタンティネ2世はイメレティ王バグラト6世がカルトリ遠征で不在であった隙を突き、イメレティの首都クタイシの制圧を試みた。この作戦は失敗に終わったものの、コンスタンティネ2世は自らを王と称し、後にカルトリで一定の権力を獲得した。1478年にバグラト6世が崩御すると、その息子アレクサンドレ2世を追放した。このときジョージア国内は苛烈な内戦と分裂状態にあったが、コンスタンティネ2世はジョージア王を名乗った。
1483年8月、サムツヘ公クヴァルクヴァレ2世がアラデティ村の近郊でコンスタンティネ2世の行く手を阻み、戦いとなった（アラデティの戦い）。この戦いでコンスタンディは敗れた。アレクサンドレ2世はこれを利用してイメレティでの地位を確立したが、1484年にコンスタンティネ2世は再びクタイシを奪い返した。1488年の冬、スーフィー・ハリル将軍が率いる白羊朝のトゥルクマーン軍勢がジョージア王国の首都トビリシを攻撃し、長期にわたる包囲を続け、1489年2月に都市を占領した。この占領は長く続かなかったが、アレクサンドレ2世はこの状況を利用してクタイシやイメレティ地方の支配権を掌握した。この結果コンスタンティネ2世は1490年から1493年にかけて、カヘティ王国のアレクサンドレ1世とイメレティ王国のアレクサンドレ2世を、已む無く独立君主として公的に承認することとなった。またクヴァルクヴァレ2世にも大きな自治権を与えることを余儀なくされた。コンスタンティネ2世の手にはカルトリ地方のみが自身の王国の支配地として残った。こうして15世紀の末までに、統一ジョージア王国は3つの独立王国（カルトリ王国、カヘティ王国、イメレティ王国）と5つの自治公国（サムツヘ公国、サメグレロ公国、グリア公国、アブハジア公国、スヴァネティ公国）に分割された。
コンスタンティネ2世は1492年から1496年にかけて、ジョージアの再統一と、ジョージアへの攻撃を激化させているオスマン帝国やサファヴィー朝のイスラム国家から国を守るために、国際的な支持の獲得を試みた。この目的のため、ジョージアの大使をマムルーク朝のアシュラフ・カーイトバーイに派遣し、またローマ教皇アレクサンデル6世やカスティーリャ王国のイサベル1世にも同様の使節を送った。しかしながらこれらの使節は実を結ばなかった。
サムツヘ公国ではクヴァルクヴァレ2世が1498年に没すると、その息子カイホスロ1世が後継となったがそのわずか2年後の1500年に死亡。カイホスロ1世の弟ムゼチャブキがアタベグ位を継承した。同時期、イスマーイール1世率いる新興国家サファヴィー朝はシルバン・シャー朝を虎視眈々と狙っており、目眩ましとして近隣の領邦国家の略奪に走っていた。1500年、イスマーイール1世はコンスタンティネ2世およびイメレティ王アレクサンドレ2世に対し、タブリーズ近辺のオスマン領を攻撃するよう持ち掛けた。また安全確保のため、イスマーイール1世は新たに征服したシルヴァン地方にアレクサンドレ2世の息子ディミトリ王子を派遣させた。ディミトリ王子はそこで和平協定の交渉を行った。そしてイスマーイール1世はコンスタンティネ2世に対し、タブリーズを占領することを条件として、白羊朝がコンスタンティネ2世に課していた貢納の義務から解放すると約束した。イスマーイール1世の兵力7,000人に対し、ジョージアの各王国・公国・領主らは追加で3,000人の兵力を提供した。これにより1503年、イスマーイール1世はオスマン帝国からナヒチェヴァンを奪還した。しかしながらイスマーイール1世は約束を破り、カルトリ王国とカヘティ王国を封臣とした。

### 死
コンスタンティネ2世は1505年に崩御。王位は第一王子ダヴィトに引き継がれた。現存する教会の記録によると、コンスタンティネ2世は1503年または1504年に王位を退き、キリル (კირილ) の名で修道院に隠遁した可能性がある。

## 家族
コンスタンティネ2世は1473年にタマルと結婚。以下の子供をもうけた。
- ダヴィト（グルジア語版） - カルトリ王
- ギオルギ（グルジア語版） - カルトリ王
- バグラト - ムフラニ公
- ディミトリ - 副王
- ヴァフタング
- アレクサンドレ
- メルキセデク（グルジア語版） - カトリコス総主教
- タルガモシ
- グルシャロ
- アスタンダリ
- マルタ